# Stefanie Horovitz
Pour les articles homonymes, voir Horovitz.
Stefanie Horovitz, née le 17 avril 1887 à Varsovie et morte en 1942, est une chimiste juive polonaise connue pour ses travaux expérimentaux prouvant l'existence des isotopes. 
Entre 1914 et 1918, elle travaille avec Otto Hönigschmid à l'Institut du radium de Vienne, utilisant des méthodes analytiques pour démontrer les premier et deuxième cas crédibles d'isotopes dans le plomb et le thorium,. Plus tard, elle cofonde un foyer pour enfants et jeunes adultes nécessitant une thérapie psychologique. Elle est assassinée par les nazis au camp d'extermination de Treblinka en 1942,. 

## Biographie
Stefanie Horovitz est née à Varsovie le 17 avril 1887,. Elle est la fille de l'artiste Leopold Horovitz, un peintre à succès connu pour ses portraits de style baroque. Le nom de jeune fille de sa mère est Rosa London et elle a une sœur. La famille déménage à Vienne vers 1890. 
Elle fait ses études à l'Université de Vienne à partir de 1907, et obtient un doctorat en chimie organique en 1914. Son directeur de thèse est Guido Goldschmiedt, et ses recherches doctorales portent sur le réarrangement de la quinone à l'aide d'acide sulfurique. 
Sur la recommandation de Lise Meitner, elle est recrutée par Otto Hönigschmid à l'Institut de recherche sur le radium de Vienne en 1913 ou 1914, À cette époque, la loi de déplacement radioactif de Fajans et Soddy est un développement récent en radiochimie. Elle prédit que le plomb résultant de la désintégration radioactive de l'uranium ou du thorium aura des poids atomiques différents de ceux du plomb typique. Les premières données expérimentales ne sont pas considérées comme faisant autorité par les chimistes analytiques. Hönigschmid a étudié sous la direction de l'éminent expert Theodore William Richards à Harvard et ses travaux sur la détermination des poids atomiques précis sont très respectés. Fajans et Soddy demandent à Hönigschmid de déterminer le poids atomique du plomb à partir de sources radioactives pour démontrer l'existence d'isotopes. 
Horovitz entreprend le laborieux processus de séparation, de purification et de mesure du plomb avec une grande précision. Elle commence par isoler le plomb d'échantillons de pechblende riche en uranium provenant de la mine voisine de St. Joachmistal. Le processus de purification implique de nombreux lavages, dissolutions, filtrations et recristallisations pour produire un échantillon de chlorure de plomb totalement exempt de contamination. Son analyse gravimétrique au millième de gramme prouve que le plomb issu de la désintégration radioactive de l'uranium a une masse atomique inférieure (206,736) à celle du plomb classique (207,190), C'est la première preuve expérimentale largement acceptée que les éléments peuvent avoir des masses atomiques différentes selon la source.
Horovitz et Hönigschmid prouveront plus tard que l'ionium, un élément radioactif découvert par Bertram Boltwood, est en fait un isotope du thorium. Ce travail expérimental réfute l'existence d'un élément largement accepté et établit le thorium comme un deuxième élément avec des isotopes.
Les deux scientifiques copublient leurs travaux, et Horovitz est publiquement reconnue comme collaboratrice par Hönigschmid et Soddy. Cette reconnaissance est notable car, à l'époque, il était courant que les femmes scientifiques soient cantonnées à des postes d'assistantes. Cependant, après la mort de Hönigschmid, le nom d'Horovitz semble avoir été abandonné et sa contribution presque oubliée. 
Après la Première Guerre mondiale, la carrière d'Horovitz est perturbée par des problèmes familiaux et des bouleversements politiques. Lors d'un changement de carrière majeur, elle crée un foyer d'accueil à Vienne offrant une thérapie aux enfants avec Alice Friedmann, une psychologue adlérienne,.
Horovitz retourne à Varsovie avec sa sœur en 1937, et les nazis envahissent la ville, créant un ghetto juif en 1940. Sa date exacte de décès est inconnue. La correspondance de Kazimierz Fajans indique qu'elle retourne à Varsovie et est tuée par les nazis en 1940,. D'autres sources expliquent qu'Horovitz et sa sœur se rendirent à Umschlagplatz en 1942 pour éviter de mettre autrui en danger, mais les détails restent flous. Elles furent transportées au camp d'extermination de Treblinka et figurent parmi les 900 000 Juifs qui n'y survécurent pas,. Les archives indiquent que Stefanie Horovitz a été assassinée dans une chambre à gaz en 1942.

## Publications
- (de) Otto Hönigschmid, Stefanie Horovitz, Th. W. Richards et M. E. Lembert, « Das Atomgewicht des Urans und des Bleis », Zeitschrift für Analytische Chemie, vol. 54, no 1,‎ 1915, p. 70–72 (DOI 10.1007/BF01453144, S2CID 97812424, lire en ligne)
- (de) Otto Hönigschmid et Stefanie Horovitz, « Mitteilungen aus dem Institut für Radiumforschung », Monatshefte für Chemie und verwandte Teile anderer Wissenschaften, vol. 37, no 6,‎ 1916, p. 305–334 (DOI 10.1007/BF01521416, lire en ligne)